# .gg
دامنه اینترنتی ‎‎.gg‏‎ یک دامنه سطح بالا کد کشوری (ccTLD) است که به جزیره گرنزی اختصاص داده شده است. این نوع دامنه‌ها معمولاً به‌منظور شناسایی و استفاده توسط کشورها یا مناطق خاص جغرافیایی تخصیص داده می‌شوند. دامنه ‎.gg‎ به‌طور خاص به گرنزی اختصاص دارد که یک جزیره واقع در کانال مانش و تحت حاکمیت بریتانیا است. این دامنه معمولاً توسط وب‌سایت‌ها و کسب‌وکارهایی استفاده می‌شود که ارتباط مستقیم با گرنزی دارند یا به فعالیت‌های محلی جزیره مرتبط هستند.
با این حال، دامنه ‎.gg‎ علاوه بر استفاده محلی، در سال‌های اخیر به دلایل دیگری نیز محبوب شده است. به‌ویژه در ضنعت بازی‌های ویدیویی و ورزش‌های الکترونیکی، این دامنه به‌عنوان یک گزینه محبوب شناخته می‌شود. دلیل این امر می‌تواند مشابه ‎gg‎ به اصطلاح «Good Game» باشد که در بین گیمرها رایج است. بنابراین، بسیاری از وب‌سایت‌ها و پلتفرم‌های مرتبط با بازی‌های آنلاین از این دامنه استفاده می‌کنند تا ارتباط مستقیم با این جامعه را نشان دهند.